# 菲爾斯滕施坦德山 (普拉布奇山)

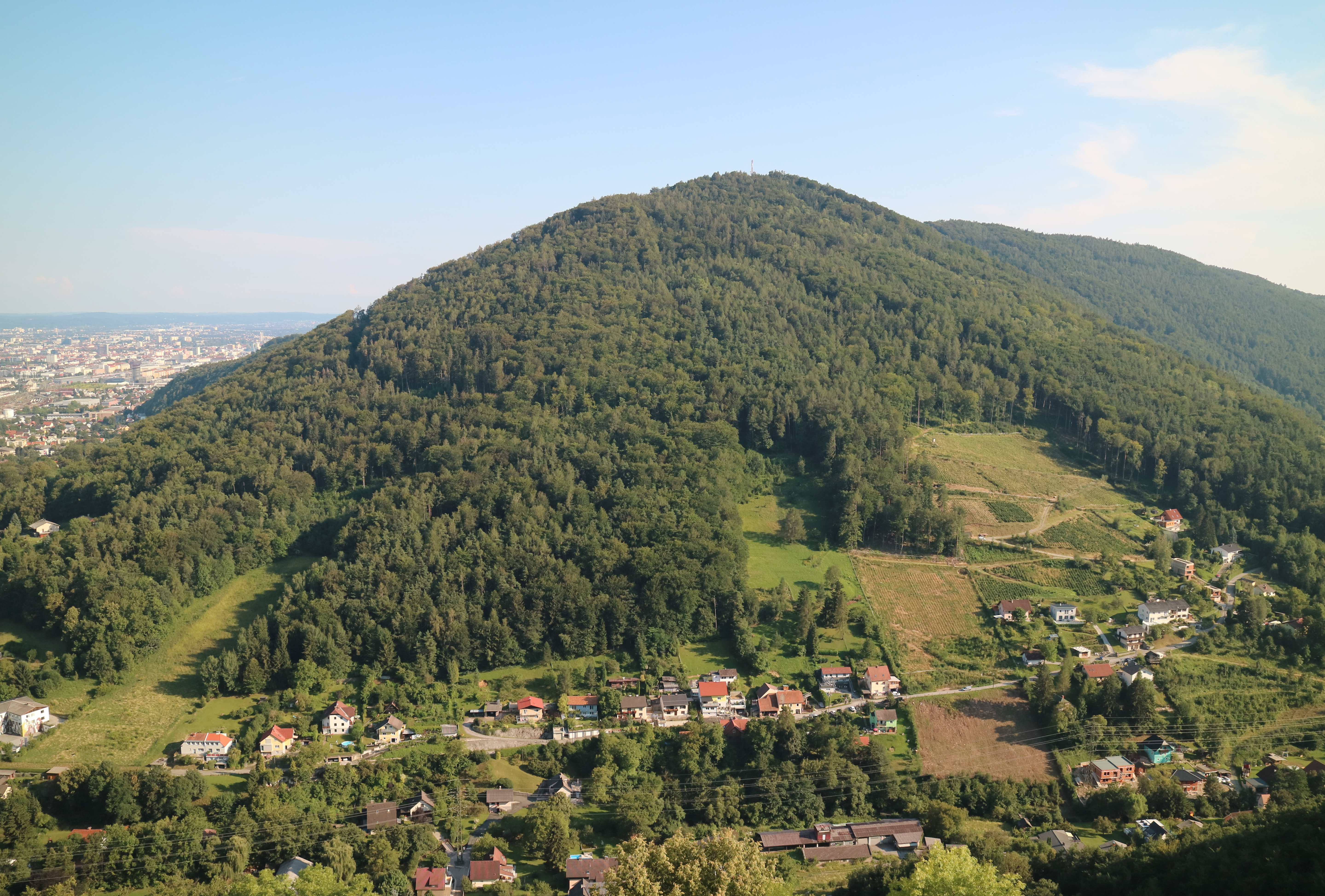

47°5′26″N 15°23′6″E / 47.09056°N 15.38500°E
菲爾斯滕施坦德山（德語：Fürstenstand），是奧地利的山峰，位於該國東南部，由施泰爾馬克州負責管轄，屬於格拉茨高地的一部分，海拔高度754米，每年平均降雨量1,671毫米。